# Graziler Hai
Der Grazile Hai (Carcharhinus amblyrhynchoides) ist eine Art der Gattung Carcharhinus innerhalb der Requiemhaie (Carcharhinidae). Das Verbreitungsgebiet dieser Art reicht vom Golf von Aden und den Küsten Indiens bis in die Inselgebiete Südostasiens um Vietnam, die Philippinen und Indonesien sowie der Nordküste Australiens.

## Aussehen und Merkmale
Der Grazile Hai ist ein mittelgroßer Hai mit einer Maximallänge von etwa 170 Zentimetern, wobei die Durchschnittslänge bei etwa 130 bis 150 Zentimeter liegt. Er hat eine bronzefarbene Rückenfärbung und einen weißen Bauch. Die Spitzen der Brustflossen, der beiden Rückenflossen und des oberen Schwanzlobus sind schwarz, letzterer ist zudem schwarz umrandet. An den Körperseiten befindet sich ein deutliches weißes Band, das mit zunehmendem Alter verblassen kann. Verwechslungen können mit dem Schwarzspitzen-Riffhai (C. melanopterus) und dem Grauen Riffhai (C. amblyrhynchos) vorkommen, wobei ersterer deutlich schlanker ist und letzterer eine schwarze Flossenumrandung der Schwanzflosse aufweist. Beide Arten haben zudem eine graue und nicht bronzefarbene Rückenfärbung.
Er besitzt eine Afterflosse und zwei Rückenflossen. Die erste Rückenflosse beginnt etwa auf gleicher Höhe wie die Brustflossen und ist dreieckig ausgebildet. Auch die zweite Rückenflosse ist relativ gut ausgebildet. Ein Interdorsalkamm ist nicht vorhanden. Die Brustflossen sind groß und sichelförmig mit abgerundeten oder zugespitzten Flossenenden. Die Schnauze ist kurz und breit, und die Augen sowie die Kiemen sind vergleichsweise groß. Wie alle Arten der Gattung besitzen die Tiere fünf Kiemenspalten und haben kein Spritzloch. Die Kiemenspalten sind im Vergleich zu anderen Arten der Gattung sehr lang. Benannt ist der Grazile Hai nach den fast gleichförmigen Zähnen im Unter- und Oberkiefer (isodon = „Gleichzahn“). Diese sind schlank und aufrecht stehend.

## Lebensweise
Der Grazile Hai lebt in Küstennähe über dem Kontinentalsockel, kann jedoch auch in küstenfernen Gebieten bis in Tiefen von 50 Metern angetroffen werden. Er ernährt sich räuberisch, wobei vor allem kleine Knochenfische, seltener Tintenfische und andere wirbellose Meerestiere zu seinem Nahrungsspektrum gehören. Für den Menschen ist er ungefährlich.
Er ist wie andere Arten der Gattung lebendgebärend und bildet eine Dottersack-Plazenta aus (plazental vivipar). Das Weibchen bringt durchschnittlich 3 Junghaie zur Welt, diese haben eine Größe von etwa 50 bis 60 Zentimeter. Die Geschlechtsreife erlangen die Haie mit einer Länge von 110 bis 115 Zentimeter.

## Verbreitung

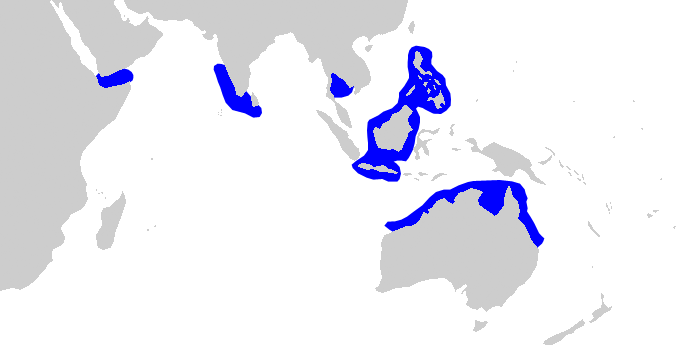
Verbreitungsgebiete des Grazilen Hais

Das Verbreitungsgebiet des Grazilen Hai ist auf den Indischen Ozean und den Indopazifik beschränkt. Er findet sich vom Golf von Aden und den Küsten Indiens bis in die Inselgebiete Südostasiens um Vietnam, die Philippinen und Indonesien sowie der Nordküste Australiens.

## Gefährdung
Der Grazile Hai ist in der Roten Liste der IUCN als Art mit geringem Gefährdungsrisiko („Low Risk“) eingestuft, da er über ein recht großes Verbreitungsgebiet verfügt und als vergleichsweise reproduktiv eingeschätzt wird. Der Druck durch die lokale Fischerei ist gering, obwohl regelmäßig Haie dieser Art gefangen werden.

## Belege
1. ↑  Carcharhinus amblyrhynchoides in der Roten Liste gefährdeter Arten der IUCN 2007. Eingestellt von: Simpfendorfer, C., 2000. Abgerufen am 25. August 2008.